# Plosogeneng
Plosogeneng is een bestuurslaag in het regentschap Jombang van de provincie Oost-Java, Indonesië. Plosogeneng telt 5894 inwoners (volkstelling 2010).